# نانا ياناجيساوا
نانا ياناجيساوا (بالكانا:れいな) هي عارضة وعارضة أزياء وممثلة يابانية، ولدت في 3 يناير 1987 بيوكوهاما في اليابان.

## وصلات خارجية
- نانا ياناجيساوا على موقع IMDb (الإنجليزية)
- نانا ياناجيساوا على موقع قاعدة بيانات الفيلم (الإنجليزية)